# 澳大利亚内陆地区

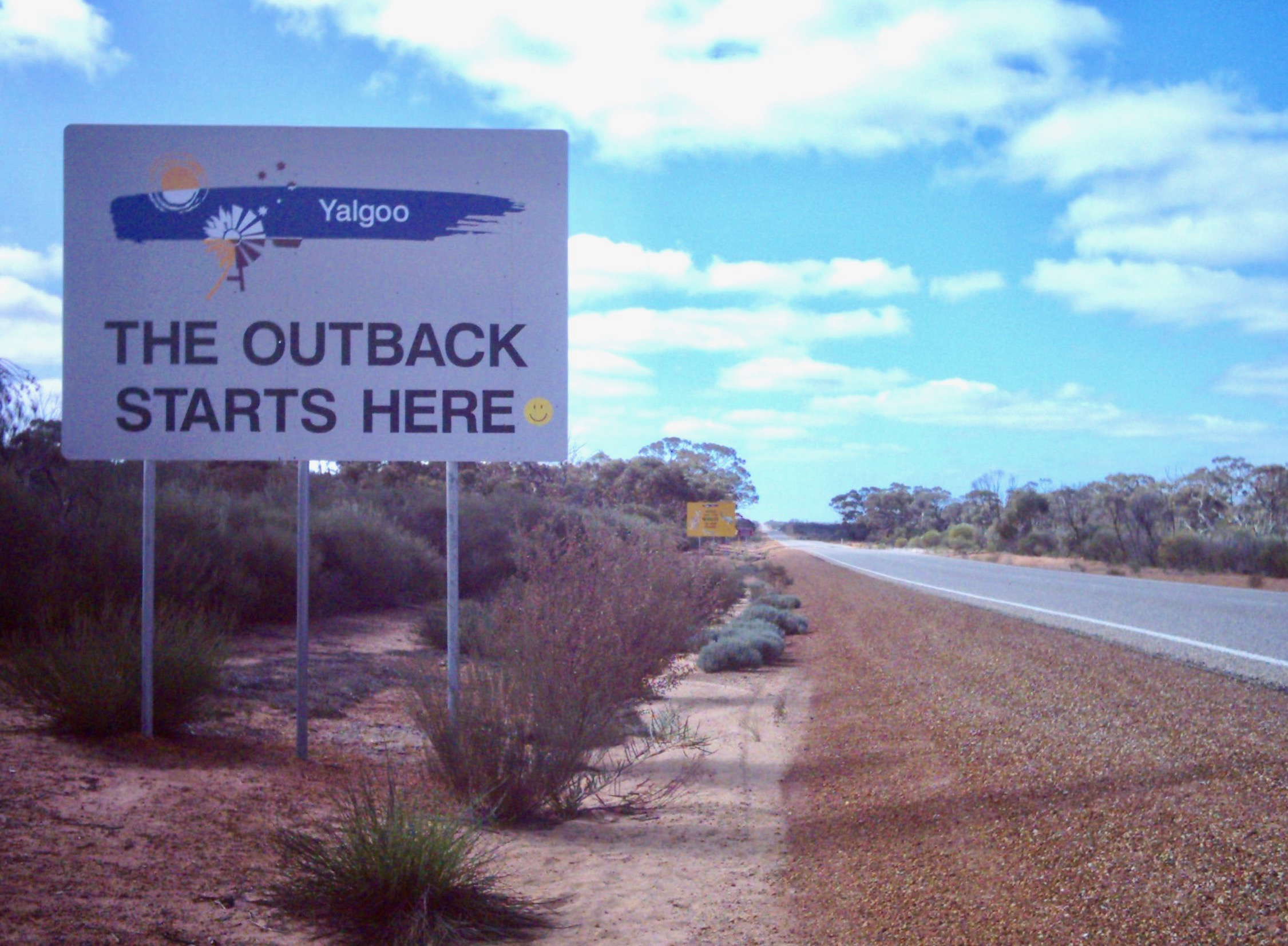
内陆地区的指示牌，摄于西澳州雅尔古

澳大利亚内陆地区是澳大利亚一个偏远且人烟稀少的地区。相比于未经开发的丛林地区，内陆地区更为偏僻。尽管该地区通常被认为是干旱气候，因其土地范围从澳大利亚北部海岸线一直延伸到南部海岸线，实际上包含多个气候带——北部属于热带季风气候，中部是干旱气候，南部则为半干旱气候和温带气候。该地区人口约为61万，占全国总人口的2.2%左右。
地理意义上，澳大利亚内陆地区大致包括几个特点，如低人口密度、大量的原始自然环境和低效利用土地（如纯天然散养放牧）等。该地区在澳大利亚传统、历史和民俗中早已根深蒂固；艺术上同样十分流行，尤其在20世纪40年代到达巅峰。 2009年，作为昆士兰州150周年庆祝活动的一部分，州界内的内陆区域因其“自然景点”的特点，被宣布为活动标志之一。

## 备注
1. 条纹区域是皮尤研究中心根据文化和自然因素定义的现代内陆地区范围。未获澳洲氣候變化、能源、環境和水部承认。
2. ↑  条纹区域是皮尤研究中心根据文化和自然因素定义的现代内陆地区范围。未获澳洲氣候變化、能源、環境和水部承认。
3. ↑  由于对内陆地区的范围存在不同解读，未有详细数据正式发布，该人口数仅基于澳洲法律意义上的牧地（有时被认作内陆地区）估算。